# Sphenomorphus coxi
Sphenomorphus coxi е вид влечуго от семейство Сцинкови (Scincidae). Видът не е застрашен от изчезване.

## Разпространение и местообитание
Разпространен е във Филипини.
Обитава градски и гористи местности в райони с тропически климат.

## Описание
Популацията на вида е стабилна.